# Kap Fothergill
Kap Fothergill ist ein markantes Kap an der Nordküste der Latady-Insel westlich der Alexander-I.-Insel und der Antarktischen Halbinsel. Es ragt in die Ostseite der Attenborough Strait hinein.
Das UK Antarctic Place-Names Committee benannte es 2020 nach dem britischen Fernsehproduzenten Alastair Fothergill (* 1960), der zahlreiche Naturdokumentationen für die BBC produzierte.